# Phasia nigrofimbriata
Phasia nigrofimbriata là một loài ruồi trong họ Tachinidae.